# 七戸インターチェンジ
七戸インターチェンジ（しちのへインターチェンジ）は、青森県上北郡七戸町字附田向にある上北自動車道（上北天間林道路 / 天間林道路）のインターチェンジである。

## 道路

### 本線
- E4A 上北自動車道（上北天間林道路 / 天間林道路）

### 接続する道路
- 国道394号 榎林バイパス[1]

## 歴史
- 2019年（平成31年）
  - 2月8日 : IC名称が「天間林(1)IC（仮称）」から「七戸IC」に正式決定[2]。
  - 3月16日 : 上北天間林道路・上北IC - 七戸IC間開通に伴い供用開始[2]。
- 2022年（令和4年）11月27日 : 天間林道路・七戸IC - 七戸北IC間開通[3]。

## 料金所
- 無料区間のため、設置されていない。

## 隣
E4A 上北自動車道（上北天間林道路 / 天間林道路）
東北IC - 七戸IC - 七戸北IC

## 周辺
- 二ツ森貝塚
- 花松神社